# Joachim Gottschalk
Joachim Gottschalk est un acteur de cinéma allemand, né le 10 avril 1904 à Calau dans la province de Brandebourg et mort le 6 novembre 1941 à Berlin.

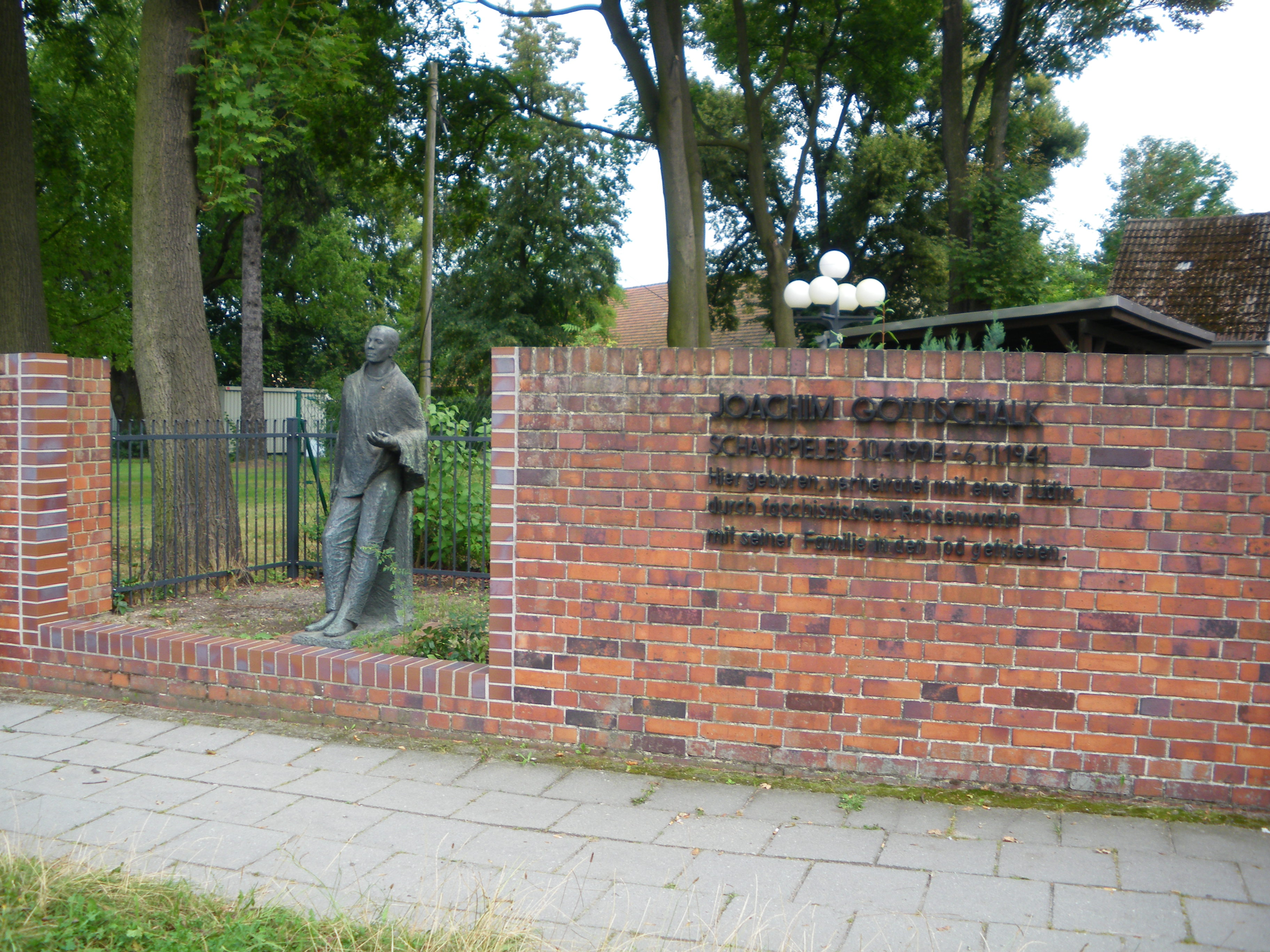
Statue de Joachim Gottschalk à Calau.

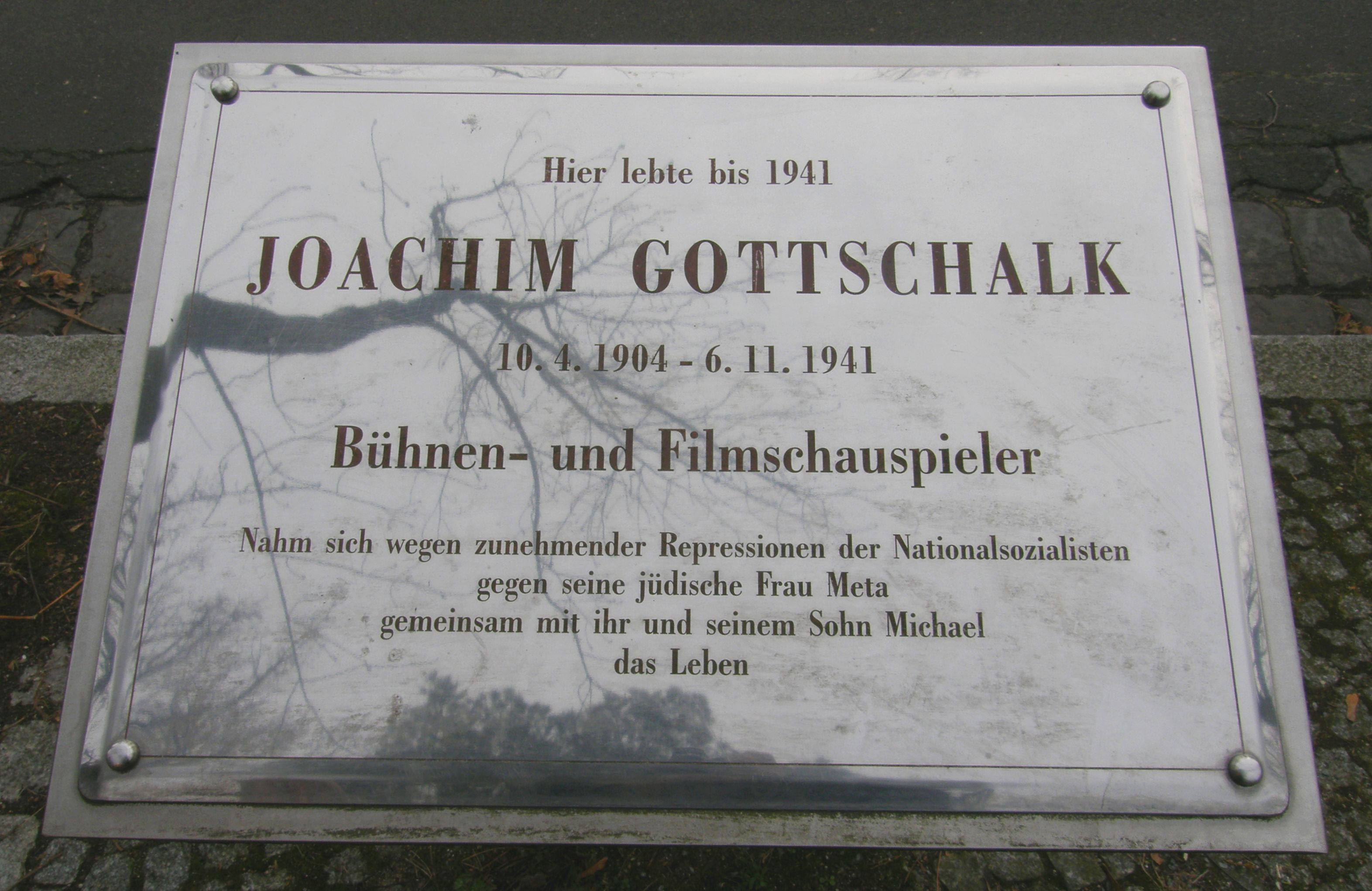
Tombe de Joachim Gottschalk.

## Biographie
Joachim Gottschalk était un acteur allemand qui eut une carrière cinématographique très courte en raison de la Seconde Guerre mondiale et la répression du régime nazi.
Joachim Gottschalk était marié à une juive allemande, Meta Wolff. Lors d'une réception, Joachim Gottschalk présenta son épouse à des dignitaires du régime nazi qui étaient présents. Joseph Goebbels découvrit à cette occasion ce mariage et exigea que Gottschalk se séparât de sa femme. Gottschalk refusa et Goebbels ordonna la déportation au camp de concentration de Theresienstadt de Meta Wolff et de leur fils Michael qui avait huit ans. Gottschalk demanda à accompagner sa femme et son fils. Goebbels refusa et ordonna l'incorporation de l'acteur dans la Wehrmacht.  Le 6 novembre 1941, quelques instants avant que la Gestapo vienne les arrêter chez eux à Berlin, Joachim et Meta se suicidèrent au gaz avec leur enfant.
Joachim Gottschalk avait tourné plusieurs films à succès populaire avec comme partenaire Brigitte Horney.

## Filmographie

### Années 1930
- 1938 : Du und Ich de Wolfgang Liebeneiner avec Brigitte Horney
- 1939 : Aufruhr in Damaskus de Gustav Ucicky
- 1939 : Une femme comme toi (Eine Frau wie Du) de Victor Tourjansky avec Brigitte Horney
- 1939 : Flucht ins Dunkel de Arthur Maria Rabenalt

### Années 1940
- 1940 : Toute une vie (Ein Leben Lang) de Gustav Ucicky
- 1941 : La Tempête (Das Mädchen von Fanö) de Hans Schweikart avec Brigitte Horney
- 1941 : Jenny Lind (Die Schwedische Nachtigall) de Peter Paul Brauer